# Българско училище в Базел
Българското училище в Базел е училище на българската общност в град Базел, Швейцария. Създадено е през 2011 г. В него се осъществява т. нар. „Обучение по роден език и култура“ (Heimatliche Sprache und Kultur – HSK), което Департаментът по образованието предлага на над 35 езика. Занятията му се провеждат в три стаи (304, 305 и 306) в местното училище Sekundarschule Holbein, разположено на адрес Kanonengasse 9.
Учебният план е съобразен с изискванията на Министерството на образованието и науката на България, които са адаптирани към местните условия, както и с Дирекцията по образованието на кантон Цюрих.